# Anomalopus gowi
Anomalopus gowi е вид влечуго от семейство Сцинкови (Scincidae). Видът не е застрашен от изчезване.

## Разпространение и местообитание
Разпространен е в Австралия (Куинсланд).
Обитава гористи местности и крайбрежия.